# Oscar Azócar
Oscar Gregorio Azócar (21 de febrero de 1965 Soro, Sucre, Venezuela - 14 de junio de 2010 Valencia, Carabobo, Venezuela) fue un jugador venezolano de Grandes Ligas outfielder y bateador zurdo que jugó para los Yankees de Nueva York (1990) y Padres de San Diego (1991-1992).
Hasta 1987 Azócar era un pitcher zurdo (14-5, 2.30 ERA como favorable), pero entonces fue cambiado a la posición del outfielder. Azócar era un ejemplo clásico del bateador impaciente que hacía swing a casi cualquier lanzamiento y lo ponía generalmente en juego. 
En su carrera de 202 juegos Azócar bateó para .226, con 5 jonrones, 36 Carreras Impulsadas, 38 carreras anotadas, 99 hits, 16 dobles, 10 bases robadas y 12 bases por bolas. A pesar de su estilo impaciente de bateo, tuvo solamente 36 ponches en 439 turnos (uno cada 12 turnos). Azócar también utilizó su velocidad selectivamente y nunca fue puesto out robando.
Oscar Azocar, quien tenía 45 años, fue exaltado al Salón de la Fama del Caribe en febrero durante la Serie del Caribe de Margarita 2010. Allí compartió con familiares, amigos y gente relacionada con el béisbol caribeño.
Azocar llegó a las Mayores en 1990 con los Yanquis de Nueva York, y luego en 1991 y 1992 participó con los Padres de San Diego. Siendo así el venezolano N° 58 en participar en las Grandes Ligas.
En Venezuela comenzó su carrera en 1983 con los Leones del Caracas como pitcher. En 1987 es convertido en jardinero. En 1993 es traspasado a los Caribes de Oriente en cambio por el debutante Wiklenman González y los lanzadores Dan Urbina y Yonni Naveda, mas ese mismo año fue traspasado a los Navegantes del Magallanes por el jardinero William Magallanes. Azocar fue bujia importante en el título obtenido por los turcos en la final de la temporada 93-94, en donde conectó un jonrón en el séptimo inning del último juego. En 1995 los bucaneros lo dejan en libertad y junto con Amador Arias y Raúl "Tucupita" Marcano (luego traspasado a Caribes) firman con los Tigres de Aragua. En 1999, es dejado en libertad por los bengalíes y firmado por los Tiburones de La Guaira, con quienes estuvo hasta 2002 ya que en 2003 fue nuevamente dejado libre y ello marcó su retiro del béisbol.  
Falleció el 14 de junio de 2010 a causa de un infarto de miocardio fulminante.